# Holaspis
Holaspis es un género de lagartos de la familia Lacertidae. Sus dos especies tienen una amplia distribución en el África subsahariana, desde Sierra Leona a Mozambique.

## Especies
Se reconocen las siguientes dos especies:
- Holaspis guentheri Boys, 1863
- Holaspis laevis Werner, 1895